# Agrotis conjuncta
Agrotis conjuncta är en fjärilsart som beskrevs av Hirschke. 1910. Agrotis conjuncta ingår i släktet Agrotis och familjen nattflyn. Inga underarter finns listade i Catalogue of Life.